# Samogłoska przymknięta centralna zaokrąglona
Samogłoska przymknięta centralna zaokrąglona – typ samogłoski spotykany w językach naturalnych. Symbol, który przedstawia ten dźwięk w Międzynarodowym Alfabecie Fonetycznym, to ʉ (litera u z poziomym przekreśleniem).

## W praktyce
[ʉ] to głoska w pewnym sensie pośrednia między polskimi y i u.
Aby ją wymówić należy ułożyć wargi w dzióbek jak do polskiego u, a język jak do polskiego y (lub nieco wyżej, gdyż polskie y jest raczej głoską prawie przymkniętą, a nie przymkniętą).

## Języki, w których występuje ten dźwięk
Samogłoska przymknięta centralna zaokrąglona występuje w językach:
| Język     | Język                  | Słowo | MAF    | Tłumaczenie | Uwagi                                                     |
| --------- | ---------------------- | ----- | ------ | ----------- | --------------------------------------------------------- |
| angielski | australijski           | soon  | [sʉːn] | "wkrótce"   |                                                           |
| angielski | Estuary English        | soon  | [sʉːn] | "wkrótce"   |                                                           |
| angielski | Received Pronunciation | soon  | [sʉːn] | "wkrótce"   | Realizowana jako [uː] przez konserwatywnych użytkowników. |
| norweski  | norweski               | kul   | [kʉːl] | "fajny"     |                                                           |
| szwedzki  | szwedzki               | ful   | [fʉːl] | "brzydki"   |                                                           |

W niektórych językach występuje także samogłoska prawie przymknięta centralna zaokrąglona, nieposiadająca odrębnego oficjalnego symbolu IPA (m.in. Oxford English Dictionary stosuje [ᵿ]), zapisywana [ʉ̞] lub [ʊ̈], kiedy niezbędne jest rozróżnienie:
| Język     | Słowo    | MAF         | Tłumaczenie   | Uwagi                                                               |
| --------- | -------- | ----------- | ------------- | ------------------------------------------------------------------- |
| angielski | euphoria | [jʉ̞ˈfɔːɹiə] | "euforia"     |                                                                     |
| rosyjski  | ютиться  | [jʉ̞ˈtʲit͡sə] | "mieścić się" | Występuje tylko w nieakcentowanych sylabach po miękkiej spółgłosce. |